# Dumbría
Dumbría és un municipi de la província de la Corunya a Galícia. Pertany a la Comarca de Fisterra.

## Demografia
| 1991 | 1996 | 2001 | 2004 |
| ---- | ---- | ---- | ---- |
| 5028 | 4928 | 4260 | 4166 |

## Parròquies
- Berdeogas (Santiago)
- Buxantes (San Pedro)
- Dumbría (Santa Baia)
- O Ézaro (Santa Uxía)
- Olveira (San Martín)
- Olveiroa (Santiago)
- Salgueiros (San Mamede)